# Den dræbende Gift
Den dræbende Gift er en dansk stumfilm fra 1915 med manuskript af Henning Koch.

## Handling
Denne artikel mangler et handlingsreferat. Hjælp os med at skrive det.

## Medvirkende
- Viggo Wiehe - Howard, professor i anatomi
- Clara Wieth - Professorens kone
- Anton de Verdier - Ralph Carstone, nervelæge